# Nhà thi đấu trường Đại học Khoa học và Công nghệ Bắc Kinh
Nhà thi đấu trường Đại học Khoa học và Công nghệ Bắc Kinh (giản thể: 北京科技大学体育馆; phồn thể: 北京科技大學體育館; bính âm: Běijīng Kējì Dàxué Tǐyùguǎn) là một đấu trường trong nhà nằm trong khuôn viên của Trường Đại học Khoa học và Công nghệ Bắc Kinh. Địa điểm có diện tích 2,38 hecta và tổng diện tích thi công nền lên tới 24.662 mét vuông. Nhà thi đấu có sức chứa 8.024 chỗ ngồi, bao gồm 3.956 chỗ tạm thời, bao gồm một phòng tập thể dục chính và một cơ sở vật chất toàn diện. Công trình khởi công từ tháng 10 năm 2005 và hoàn thành vào tháng 8 năm 2007.
Trong Thế vận hội Mùa hè 2008, nhà thi đấu tổ chức các trận đấu judo và taekwondo. Trong Thế vận hội dành cho người khuyết tật Mùa hè 2008, ở đây tổ chức vòng loại của giải bóng rổ xe lăn và bóng rugby.
Sau Thế vận hội mùa hè, nhà thi đấu trở thành khu phức hợp tổ chức nhiều giải đấu thể thao, buổi trình diễn và các hoạt động văn hóa, và vẫn tiếp tục hoạt động phục vụ khuôn viên.